# Zákon sudnyj ljudem
Zakon sudnyj ljudem (česky Soudní zákoník pro lid) je první staroslověnsky psaný právní spis. Text je určen zejména laikům, tedy civilnímu obyvatelstvu. Vznikl v 2. polovině 9. století, o místě sepsání ale nepanuje zcela jednotný názor. Velmi pravděpodobným místem vzniku je Velkomoravská říše, kde je autorství připisováno svatému Cyrilovi nebo svatému Metodějovi, který měl právní vzdělání. Jako hlavní důkaz velkomoravského původu se uvádí jazykový rozbor, neboť Soudní zákoník pro lid prokazuje nespornými věcnými, právními a jazykovými prvky moravského prostředí místo svého vzniku. Jiné teorie kladou vznik dokumentu na území tzv. První bulharské říše, nebo do Ruska.
Text byl nalezen ve více rukopisech ze 13. a 14. století, nejznámější je Novgorodskij spisok (1280, Rusko). Nejstarší dochované rukopisy pocházejí z 13. století. Jednotlivé exempláře se obsahem i rozsahem liší.

## Obsah
Zákoník je rozdělen do 32 článků. Obsahuje prvky občanského a trestního práva. Vychází hlavně z byzantské Eklogy, ale i ze zákoníků západořímské provenience. Základní změnou oproti Ekloze je zmírnění tělesných trestů (např. za znásilnění panny na pustém místě Ekloga navrhuje trest uřezání nosu; Zakon sudnyj ljudem navrhuje jenom pokutu).
V prvním bodě se zákoník vypořádává s lidmi, co nepřijali křesťanství tím, že stanovuje tresty pro ty, kteří konají pohanské oběti nebo přísahy. Trestem bylo to, že: „Každá vesnice, v níž se konají oběti nebo přísahy pohanské, ať je předána Božímu chrámu se vším majetkem, který patří pánům v této vesnici. Ti, kteří konají oběti a přísahy, ať jsou prodáni s veškerým svým majetkem a získaný výnos ať se rozdá chudým.“
Obsahově je zákoník poněkud kusý, používal se pravděpodobně jenom jako doplňující pramen k domácímu právu.

### Text dokumentu
Jedna z verzí Zákoníku Archivováno 14. 12. 2014 na Wayback Machine.